# Neues Schloss (Neunburg vorm Wald)

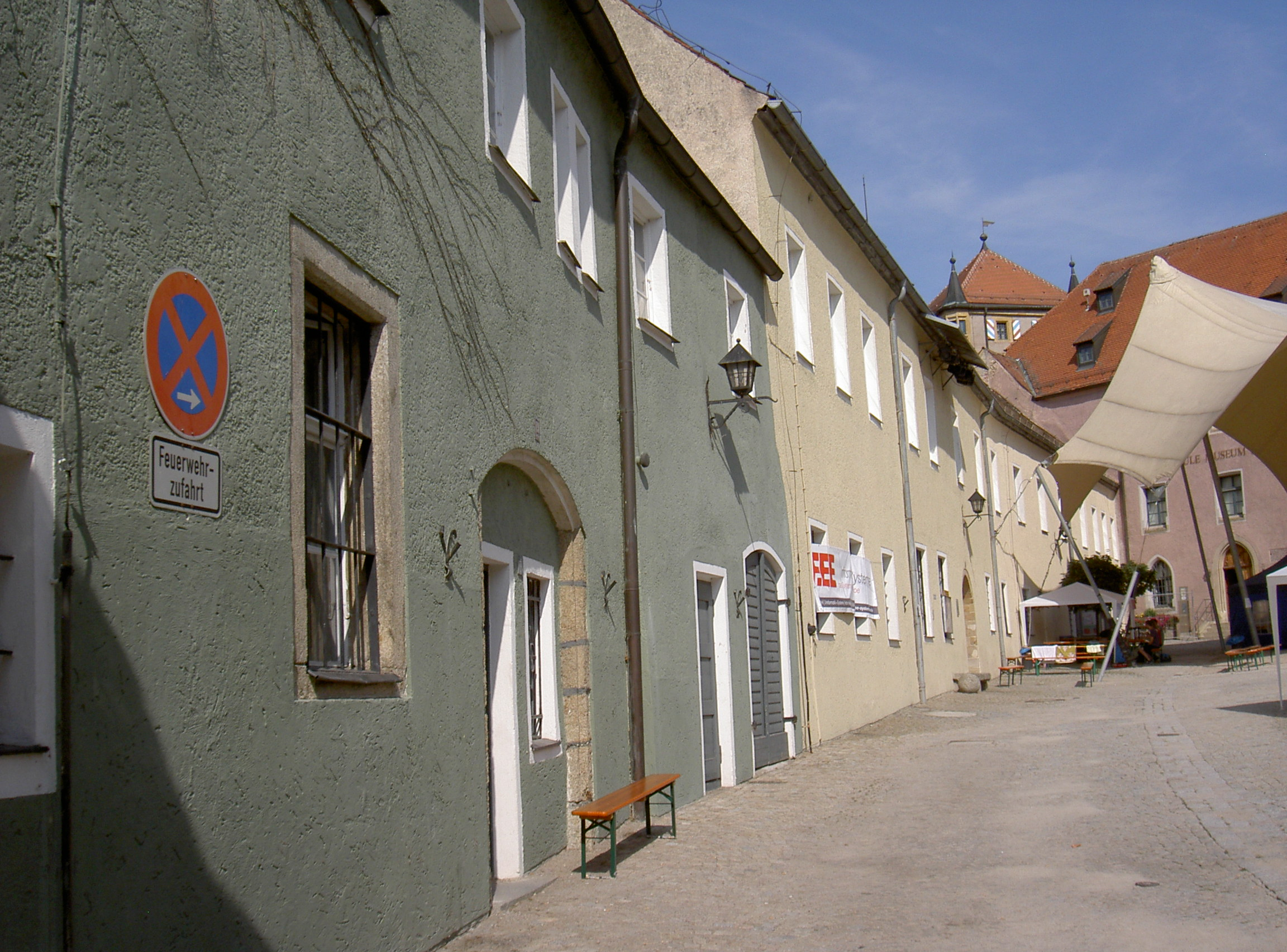
Schloss Neunburg vorm Wald

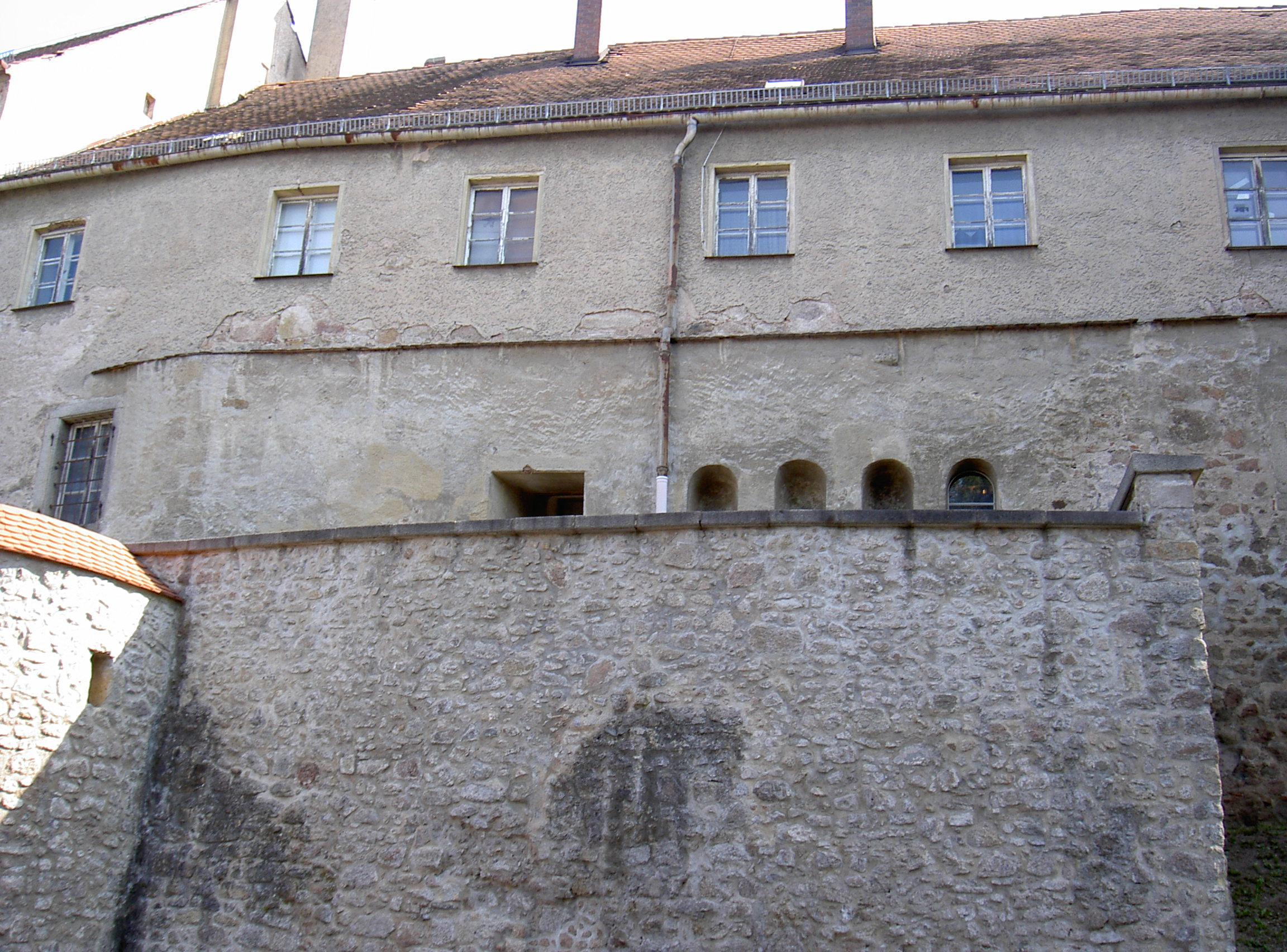
Äußeres Mauerwerk von Neunburg vorm Wald

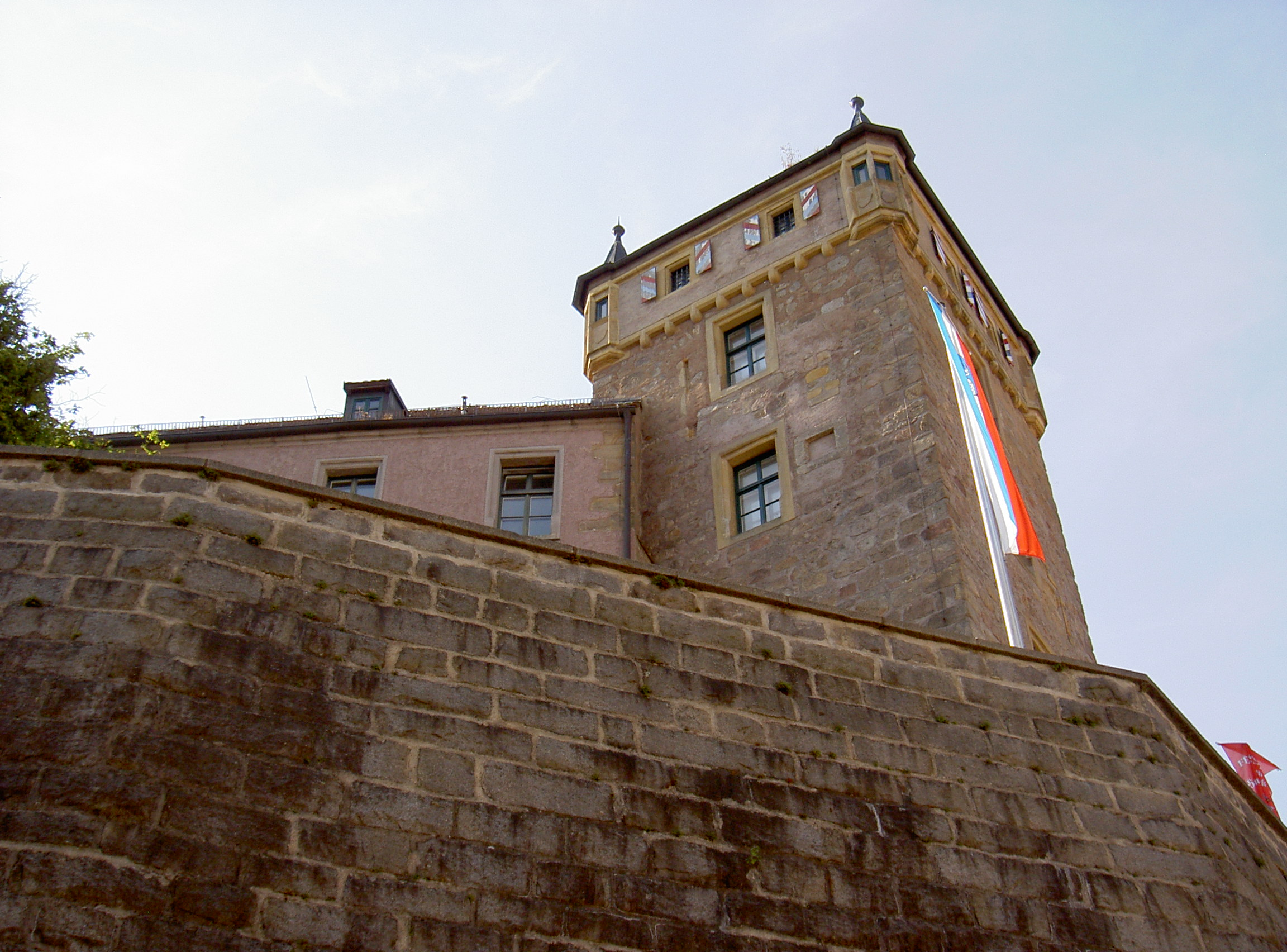
Burgmauer von Schloss Neunburg vorm Wald mit dem Wartturm

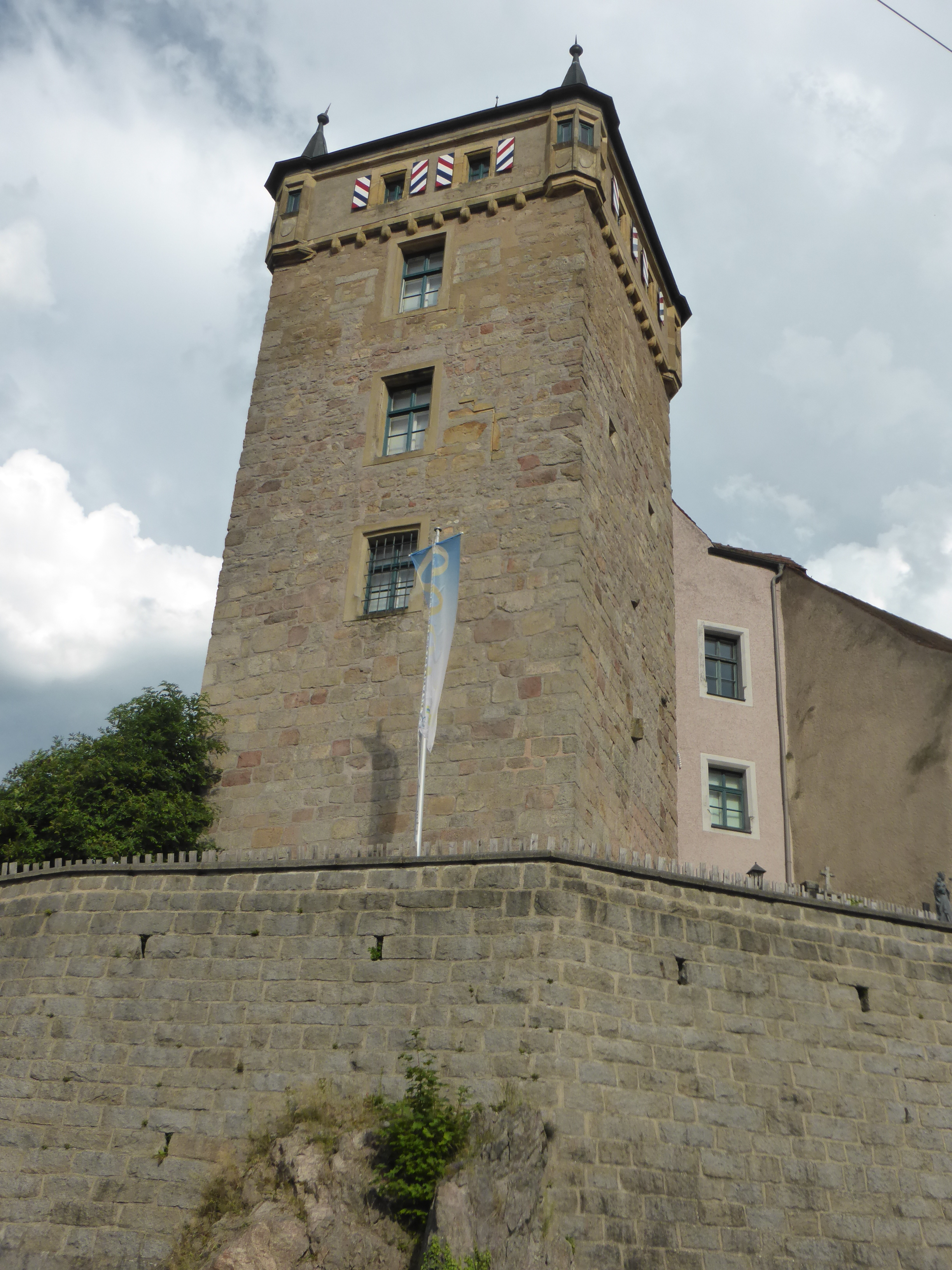
Wartturm des Neuen Schlosses Neunburg

Das Neue Schloss Neunburg liegt in der Oberpfälzer Stadt Neunburg vorm Wald im Landkreis Schwandorf. Die Anlage wird als Bodendenkmal unter der Aktennummer D-3-76-147-75 im Bayernatlas geführt. Ebenso ist sie unter der Aktennummer D-3-76-147-75 als denkmalgeschütztes Baudenkmal von Neunburg vorm Wald verzeichnet.

## Geschichte
Das sogenannte Neue Schloss war der eigentliche herrschaftliche Wohnbau der Burg Neunburg vorm Wald, auch mit Fürstenstock bezeichnet. Seine Erbauung wird Kurfürst Friedrich II. zugeschrieben. Als Beleg wird ein Schreiben des Pfalzgrafen an den Bürgermeister und Rat der Stadt von Mariä Geburt von 1537 angeführt, in dem es heißt, dass „bei einem Aufenthalte vor kurzem der Gemahlin Friedrichs die Residenz und Ort ganz wohl gefallen, dadurch wir verursacht wurden, ein wenig da zu bauen“. Daraus geht auch hervor, dass es sich bei dem Neuen Schloss nicht um einen Neubau, sondern einen Umbau eines älteren Burgteiles gehandelt hat.
Das Neue Schloss diente später dem Pfleger bzw. dem Landrichter als Amtssitz. Im 19. Jahrhundert befand sich hier das königliche Bezirksamt.

## Architektur
Das Neue Schloss ist eine leicht gebogene hakenförmige Schlossanlage, die dem Bergplateau, auf dem die Altstadt von Neunburg liegt, angepasst ist. Dieses schließt in einem spitzen Winkel an das Alte Schloss bzw. die Dürnitz an.
Hervorstechend ist an dem Gebäude der sog. Wartturm an der nordwestlichen Ecke des Baukomplexes. Dieser ist ein spätgotisches Bauwerk, das außen mit Granitquadern verblendet ist, die zum Teil noch Zangenlöcher zum Versetzen der Steine aufweisen. Sein Obergeschoss ragt auf einfachen Kragsteinen etwas vor und ist mit vier Ecktürmchen versehen. Diese waren früher mit Wappenschilden und Helmen aus Stein verziert, von denen noch fünf erhalten sind. Die Schildform ist die des 14. Jahrhunderts, die Wappenbilder verweisen auf die Frühzeit des 15. Jahrhunderts. Der Turm ist teilweise verputzt, im Inneren sind große Fenster ausgebrochen worden. Früher verlief die Treppe innerhalb der Mauerdicke. Auf Ansichten des 17. Jahrhunderts trägt der Turm ein hohes und jetzt ein normales Zeltdach.